# Elaktjärnen, Dalarna
Elaktjärnen är en sjö i Säters kommun i Dalarna och ingår i Norrströms huvudavrinningsområde.